# Ermelo, Mpumalanga
Ermelo, Mpumalanga este un oraș din Africa de Sud.